# Bisdom Belleville

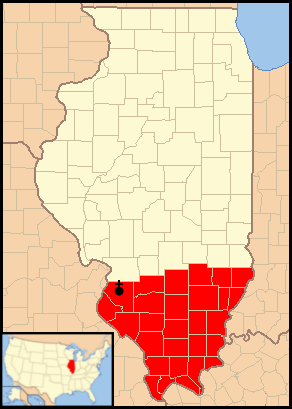
Het bisdom (rood) binnen Illinois

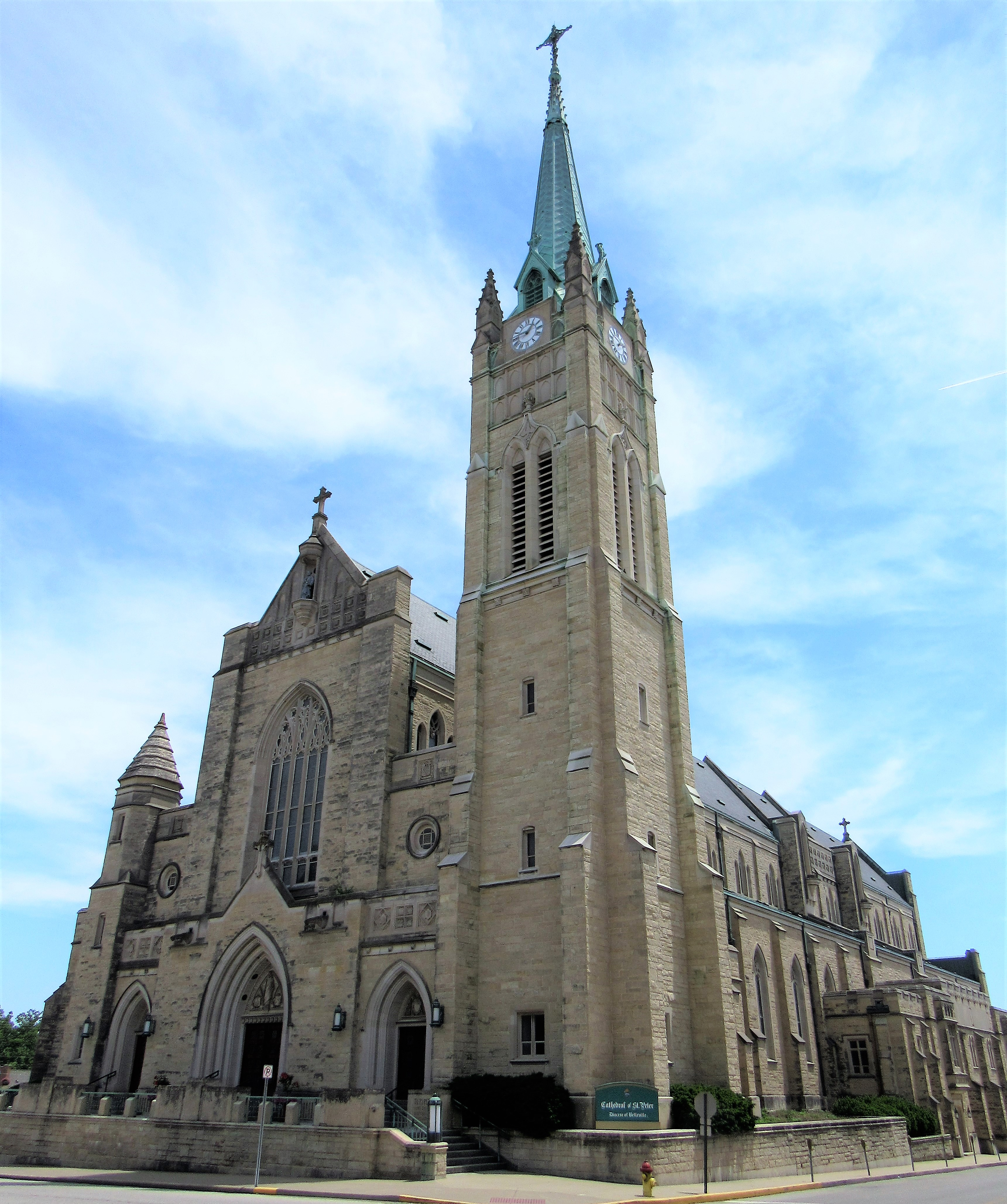
Kathedraal Saint Peter

Het bisdom Belleville (Latijn: Dioecesis Bellevillensis) is een rooms-katholiek bisdom met als zetel Belleville in Illinois. Het is een suffragaan bisdom van het aartsbisdom Chicago. Het bisdom werd opgericht in 1887.
In 2020 telde het bisdom 106 parochies. Het bisdom heeft een oppervlakte van 30.245 km2 en beslaat het zuiden van Illinois. Het bisdom telde in 2020 955.540 inwoners waarvan 13,2% rooms-katholiek was. 

## Geschiedenis
Al in 1699 werd de missiepost van de Heilige Familie in Cahokia geopend door Franse jezuïeten om de plaatselijke indianen te bekeren. Na het verlies van hun kolonie door het Verdrag van Parijs in 1763 en het  verbod opgelegd aan de jezuïeten om nog actief te zijn in de Franse missies in Noord-Amerika waren er nog maar enkele priesters actief in het enorme gebied van Illinois en Wisconsin. Er kwamen Engelstalige settlers en er ontstond een antikatholiek klimaat. Toch waren er ook katholieke immigranten en er werden nieuwe katholieke parochies gesticht: St. Patrick’s in Ruma in 1818, St. Francis in St. Francisville in 1818, St. Augustine of Canterbury in Hecker in 1824 en St. Boniface in Germantown in 1833. Deze bedienden respectievelijk Ierse, Franse, Engelse en Duitse katholieken. Daarna volgde de doorheen de 19e eeuw een snelle aangroei van nieuwe parochies. Ook werden er private, katholieke scholen geopend. Er werden ook kloosters geopend en vrouwelijke religieuzen stonden in voor onderwijs en ziekenzorg. In 1887 werd het bisdom opgericht.
In 1984 werd het priesterseminarie St. Henry gesloten ten gevolge van een teruglopend aantal roepingen. Bisschop Wilton Gregory, aangesteld in 1993, was pas de vierde zwarte bisschop in de Verenigde Staten. Hij en zijn opvolgers kregen te maken met zaken van seksueel misbruik door geestelijken. Dit leidde ertoe dat tot 10% van de priesters op non-actief moest worden gesteld.
De samenstelling van de katholieke bevolking veranderde ook. Tot de eerste decennia van de 20e eeuw waren de parochies veelal op etnische gronden samengesteld, terwijl 90% van de priesters van Duitse origine was. Dit zorgde soms voor problemen. De eerste bisschop John Janssen benoemde in de jaren 1890 een Duitse priester in de voornamelijk Ierse parochie van Saint Patrick in East St. Louis. Dit leidde tot protest, excommunicatie van de parochianen en uiteindelijk tussenkomst van het Vaticaan om alsnog een Ierse priester te benoemen. De kerk was voornamelijk blank al werd er wel in 1921 een eerste zwarte parochie geopend, de St. Augustine Mission for the Colored. Deze parochie werd in 1960 opgeheven om een einde te maken aan segregatie. In de laatste decennia van de 20e eeuw was er een instroom van Latijns-Amerikaanse katholieken.

## Bisschoppen
- John Janssen (1888-1913)
- Henry Althoff (1913-1947)
- Albert Zuroweste (1947-1976)
- William Cosgrove (1976-1981)
- John Wurm (1981-1984)
- James Keleher (1984-1993)
- Wilton Gregory (1993-2004)
- Edward Braxton (2005-2020)
- Michael George McGovern (2020-)

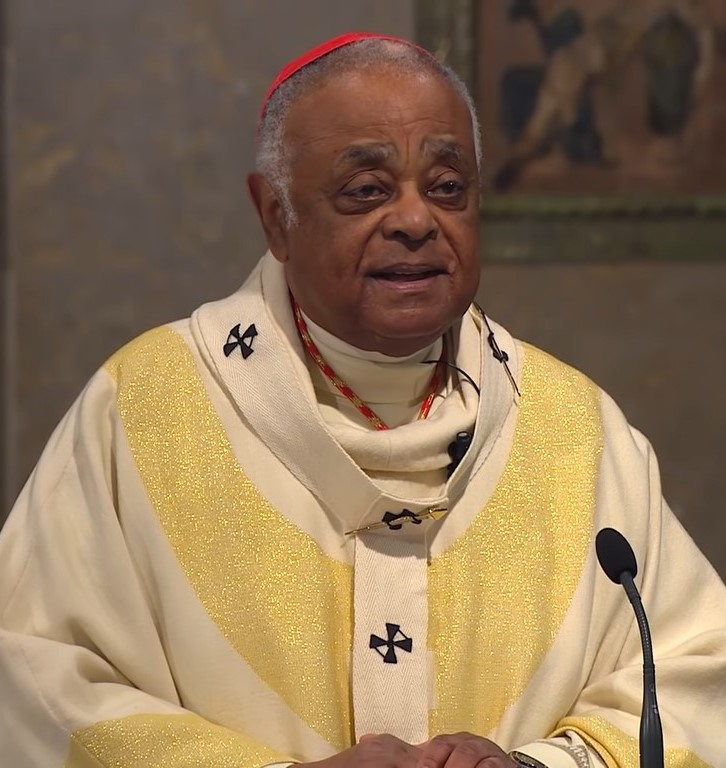
Wilton Gregory
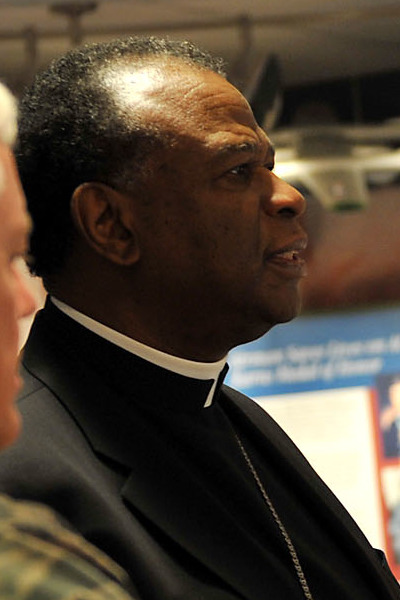
Edward K. Braxton